# Brady Christensen
Brady Christensen (Bountiful, 27 settembre 1996) è un giocatore di football americano statunitense che milita nel ruolo di offensive tackle per i Carolina Panthers della National Football League (NFL).

## Carriera

### Carolina Panthers
Christensen al college giocò a football alla Brigham Young University. Fu scelto nel corso del terzo giro (70º assoluto) del Draft NFL 2021 dai Carolina Panthers. Debuttò come professionista subentrando nella gara del primo turno contro i New York Jets. La sua stagione da rookie si chiuse con 16 presenze, di cui 6 come titolare.